# Гуревич Юрій Генріхович
Ю́рій Ге́нріхович Гуре́вич (1 листопада 1943, Челябінськ, Челябінська область, РРФСР, СРСР) — український фізик-теоретик, доктор фізико-математичних наук (1980), професор (1987). Віцепрезидент Міжнародної термоелектричної академії.

## Життєпис
Випускник Харківського університету 1965 року. Після закінчення вишу почав працювати в Інституті радіофізики та електроніки АН УРСР в Харкові. Паралельно з 1981 до 1993 працював у Харківському політехнічному інституті. Від 1993 року — титулярний професор Центру науково-дослідних та перспективних досліджень (ісп. Centro de Investigación y de Estudios Avanzados; Cinvestav), Національного політехнічного інституту (ісп. Instituto Politécnico Nacional; IPN), Сакатенко, Мексика.

## Наукова та педагогічна діяльність
Галузі наукових інтересів: вивчення нелінійної теорії поширення електромагнітних хвиль у напівпровідниках і плазмі; теорії явищ переносу обмежених напівпровідників у сильних температурних і електричних полях; нових механізмів генерування термо- і фотогальваніки в напівпровідниках; електричної нестійкості в напівпровідниках; створення термоелектричних і екологічно чистих фотоелектричних перетворювачів; електричних і фотонних теплових хвиль у напівпровідниках.
Був дослідником і керівником у багатьох проєктах Каліфорнійського інституту Мексики та США (UC MEXUC) і Національної Ради науки і технології (CONACYT) Мексики з 1994 по 2012 рр.
Юрій Гуревич є автором трьох монографій, дванадцяти глав наукових видань, п'яти навчальних посібників для університетів, майже двохсот журнальних публікацій, понад чотирьохсот доповідей на наукових конференціях, двох авторських свідоцтв. Під його керівництвом підготовлено три доктори і дев'ятнадцять кандидатів наук.

## Членство
- академік Міжнародної термоелектричної академії,
- член наукової ради «Термоелектричні матеріали і їх застосування» Національної академії наук України,
- експерт урядових науково-технічних програм «Україна — 2002»,
- член-кореспондент Академії машинознавства України (1996),
- Постійний член Мексиканської академії наук,
- почесний член Консультативної Ради Дослідників (Американський Біографічний інститут, США),
- почесний член Консультативної ради Міжнародного Біографічного Центру (Кембридж, Англія),
- член Комітету присудження призів Мексиканського товариства поверхні і вакууму за найкращу кандидатську дисертацію,
- член редакційних колегій журналів «Фізика та хімія твердого тіла» та «Термоелектрика».

## Відзнаки
- Диплом Міжнародної термоелектричної академії,
- звання «Національний дослідник II категорії» (1995) і «Національний дослідник III категорії» (1998) Національної системи дослідників, Мексика,
- премія Francisco Mejia Lira, Мексиканське Товариство і технології поверхонь і металів (2003),
- подяка за участь у проєкті ETI@home і вивчення даних з пошуку позаземних цивілізацій, який проводився Каліфорнійським університетом у Берклі і спонсорувався Планетарним товариством (США, 2000).

## Основні праці
- Горячие электроны и сильные электромагнитные волны в плазме полупроводников и газового разряда. Москва, 1975 (співавтор);
- Электроны и фононы в ограниченных полупроводниках. Москва, 1984 (співавтор);
- Физика фотоэлектрохимических преобразователей солнечной энергии. Х., 1992 (співавтор);
- Feńomenos de transporte en semiconductores. Mexico, 2006.